# Nefrotický syndrom
Nefrotický syndrom je soubor klinických a laboratorních příznaků, které vznikají v důsledku výrazné proteinurie, tedy ztráty bílkovin močí. Nejvýraznějším příznakem jsou otoky, nejčastěji očních víček, dolních končetin nebo pohlavních orgánů, dále se objevuje hromadění tekutiny v tělních dutinách (hydrothorax, hydroperikard, ascites) a únava.
Diagnostická kritéria nefrotického syndromu jsou:
- hypalbuminémie, koncentrace sérového albuminu pod 25 g/l
- proteinurie nad 960 mg/m2/den

nebo
- poměr bílkovina/kreatinin (UP/UC) v moči nad 200 mg/mmol

## Příčina
Příčinou nefrotického syndromu je poškození glomerulů v ledvinách (glomerulopatie), které vede k tomu, že do primární moči se ve zvýšené míře dostávají krevní bílkoviny. Nejčastěji je nefrotický syndrom způsobený primární glomerulopatií s minimálními změnami glomerulů (MCGN), která se nejčastěji vyskytuje u dětí, a dále fokálně segmentální glomerulosklerózou a dědičnou hereditární nefropatií, projevující se u dětí do dvou let věku.
Glomerulopatie mohou být také sekundární, vzniklé na podkladě jiného patologického procesu. Příkladem je poškození ledvin při diabetu – diabetická glomeruloskleróza, amyloidóza ledvin, hemolyticko-uremický syndrom, některé autoimunitní procesy, jako je systémový lupus erythematodes, Henochova-Schönleinova purpura, Goodpastureův syndrom nebo revmatická horečka, dále mohou glomerulopatie vyvolat některé infekce, jako jsou spalničky, varicella, virus Ebstein-Barrové nebo kongenitální toxoplasmóza, a může vznikat jako reakce na vakcinaci či některé léky (D-penicilamin).
Zvýšené ztráty bílkovin vedou k hypoalbuminémii a následně ke snížení onkotického tlaku, který zjednodušeně řečeno drží tekutinu uvnitř krevního řečiště. Pokles vede ke zvýšenému přestupu tekutiny do tkání a výsledkem jsou otoky. Ztráta imunoglobulinů močí zvyšuje náchylnost k infekcím.